# آرتور لورنتس
آرتور لورنتس (انگلیسی: Arthur Laurents؛ ۱۴ ژوئیهٔ ۱۹۱۷ – ۵ مهٔ ۲۰۱۱) نمایشنامه‌نویس، کارگردان تئاتر، تهیه‌کننده و فیلمنامه‌نویس آمریکایی بود.